# Charqueadas (ort)
Charqueadas är en ort i Brasilien.   Den ligger i kommunen Charqueadas och delstaten Rio Grande do Sul, i den södra delen av landet, 1 600 km söder om huvudstaden Brasília. Charqueadas ligger 22 meter över havet och antalet invånare är 32 076.
Terrängen runt Charqueadas är platt. Charqueadas är det största samhället i trakten.
Trakten runt Charqueadas består i huvudsak av gräsmarker. Runt Charqueadas är det ganska tätbefolkat, med 70 invånare per kvadratkilometer.